# جون كولين ميرفي
جون كولين ميرفي (بالإنجليزية: John Cullen Murphy)‏ هو فنان قصص مصورة أمريكي، ولد في 3 مايو 1919 في نيويورك في الولايات المتحدة، وتوفي في 2 يوليو 2004 في غرينيتش في الولايات المتحدة.